# Natriumperklorat
Natriumperklorat är ett salt av natrium och perklorat-joner och har formeln NaClO4. 
Natriumperklorat och andra perklorater har hittats på planeten Mars, och upptäcktes först av NASA-sonden Phoenix 2009. Detta bekräftades senare genom spektralanalys av Mars Reconnaissance Orbiter 2015 av vad som tros vara saltlakesipprar som kan vara det första beviset på strömmande flytande vatten som innehåller hydratiserade salter på Mars.

## Egenskaper
Natriumperklorat är ett vitt kristallint, hygroskopiskt fast ämne som är mycket lösligt i vatten och i alkohol. Det uppträder vanligtvis som monohydrat. Föreningen är anmärkningsvärd som den mest vattenlösliga av de vanliga perkloratsalterna. Dess bildningsvärme är −382,75 kJ/mol, det vill säga att det är gynnsamt för det att sönderdelas i natriumklorid och syre. Det kristalliserar i det rombiska kristallsystemet.

## Framställning
Natriumperklorat framställs genom att oxidera natriumklorat vid anoden i en elektrolys med en inert elektrod som platina.
Na+ClO3– + 2H2O   → Na+ClO4− + H+ + 2 e− (surt medium)
Na+ClO3– + 2 OH−   →  Na+ClO4– +  H2O + 2 e− (alkaliskt medium)

## Användning
Natriumperklorat är föregångaren till många andra perkloratsalter och utnyttjar ofta deras låga löslighet i förhållande till NaClO4 (209 g/100 ml vid 25 °C). Perklorsyra tillverkas genom att behandla NaClO4 med HCl.
Natriumperklorat har använts som oxidationsmedel i startraketerna på NASAs rymdfärjor.
Ammoniumperklorat och kaliumperklorat, av intresse för raketer och pyroteknik, framställs genom dubbel sönderdelning från en lösning av natriumperklorat respektive ammoniumklorid eller kaliumklorid.

### Laborationer
Lösningar av NaClO4 används ofta som en oreaktiv elektrolyt. Det används i standard DNA-extraktion och hybridiseringsreaktioner i molekylärbiologi.

### Inom medicinen
Natriumperklorat kan användas för att blockera jodupptaget före dosering av joderade kontrastmedel till patienter med subklinisk hypertyreos (undertryckt TSH).

## Säkerhet
LD50 är 2 – 4 g/kg (kanin, oral).